# Vanessa terpsichore
La mariposa colorada  (Vanessa terpsichore) es una especie  de lepidóptero ditrisio  de la familia Nymphalidae endémica de Chile.
Sensibles a los cambios de temperatura, pasan largos periodos con las alas extendidas al sol para termo regularse.